# Novembre 1777

## Événements
- 1er novembre, États-Unis :
  - Henry Laurens (en) est élu Président du Congrès continental.
  - John Paul Jones (1747-1792) quitte l’Amérique sur un brick de 18 canons, le Ranger. Il gagne Nantes avec deux prises britanniques. D’avril à novembre 1779, il opère sur les côtes britanniques (bombardement de Whitehaven, prise du H.S.M. Drake, de la frégate Serapis).

- 9 novembre : premier éclairage public à Buda et à Pest, conjointement avec l'ouverture de l'université[1].

- 15 novembre : le Congrès adopte les Articles de la Confédération (ratifiés en 1781)[2].

- 17 novembre : les Articles de la Confédération sont soumis aux États des États-Unis.

- 25 novembre : victoire américaine à la bataille de Gloucester.

- 29 novembre : fondation de la colonie espagnole de San José, en Californie[3].

## Naissances
- 9 novembre : Joseph Charles Bailly (mort en 1844), minéralogiste français.
- 10 novembre : Wilhelm Ludwig von Eschwege (mort en 1855), géologue et géographe allemand.
- 14 novembre : Johann Ludwig Christian Carl Gravenhorst, zoologiste allemand († 1857)
- 22 novembre : Edme François Jomard (mort en 1862), ingénieur, géographe et archéologue français.

## Décès
- 6 novembre : Bernard de Jussieu (né en 1699), botaniste français.